# 아차산 일대 보루군
아차산 일대 보루군(峨嵯山 一帶 堡壘群)은 대한민국 서울특별시 아차산에서 발견된 삼국 시대 유적으로, 이중 반 이상이 고구려의 유적으로 추정된다. 아차산 1·2·3·4·5·6보루, 용마산 1·2·3·4·5·6·7보루, 홍련봉 1·2보루, 시루봉보루, 수락산보루, 망우산보루 등의 18개로 이루어졌다. 2002년 10월 5일 대한민국의 서울특별시의 기념물 제21호로 지정되었으나, 2004년 10월 27일 국가 지정 사적 제 455호 '아차산 일대 보루군'으로 지정됨에 따라 동 일자로 서울특별시 기념물 지정이 해제되었다.

## 개요
중랑천과 아차산·용마산 일대, 3번국도 변에 남북방향으로 집중 분포하고 있는 둘레 100~300m의 소규모 보루들로서, 출토유물 이나 축성방법 등으로 보아 삼국시대의 유적이며, 고구려가 5세기 후반에 한강유역에 진입한 후 551년에 신라와 백제에 의해 한강 유역을 상실하기까지 한강유역을 중심으로 전개된 삼국의 역사상을 밝혀줄 수 있는 중요한 유적이다.
10여개 보루는 현재 남한내에 가장 집중적으로 분포하는 고구려 관련 유적으로서 발굴 등을 통해 고구려 군사시설의 면모가 규명되고 있으며, 이를 통해 고구려 관련 고고학적 성과가 기대되고 있다.

## 복원
- 2010년에 구리시에서 아차산4보루의 복원을 완료했다.[2]
- 2012년에 구리시에서 시루봉보루의 복원을 완료했다.[3]
- 2013년 4월 23일에 홍련봉2보루에서 해자가 발견되었다.

## 같이 보기
- 아차산
- 아차산성
- 남평양
- 보루
- 박정희 정부#고구려 군사 유적의 파괴

## 참고 자료
- 아차산 일대 보루군 - 국가유산청 국가유산포털